# テオドール・ロジヴァル
テオドール・ロジヴァル(ドイツ語: Theodor Rossiwall、1915年10月12日 - 1979年7月11日)は、オーストリア＝ハンガリー帝国出身のドイツ軍人。最終階級は空軍大尉。第二次世界大戦では総出撃回数400回、総撃墜数17機を記録し、その戦功により騎士鉄十字章を受章した。1941年4月20日にイギリス空軍トップ・エースのマーマデューク・パトルを撃墜した人物とされている。スペイン内戦でも2機を撃墜した。

## 叙勲
- スペイン十字章
  - 剣付スペイン十字章金章
- 空軍名誉杯 (1940年9月28日)[1]
- 鉄十字章
  - 二級鉄十字勲章1939年章
  - 一級鉄十字勲章1939年章
- 騎士鉄十字章
  - 騎士鉄十字章 (1941年8月6日)[2]